# Oeste da Nigéria (estado)
O antigo Western State (Estado Ocidental ou Oeste) da Nigéria foi formado em 1967 quando a Região Oeste da Nigéria foi subdividida nos estados de Lagos e "Western State". Sua capital era Ibadan, que era a capital da antiga região.
Em 1976 o estado foi subdividido em três novos estados, Ogun, Ondo e Oyo.

## Governadores do Estado Western
- Robert Adeyinka Adebayo (28 de Maio 1967 – 1 de Abril 1971)
- Christopher Rotimi (1 de Abril 1971 – Julho 1975)
- Akintunde Aduwo (Julho 1975 – Março 1976)